# Triangle (Buffy the Vampire Slayer)
Triangle es el decimoprimer episodio de la quinta temporada de Buffy the Vampire Slayer.

## Argumento
Durante el entrenamiento, Giles (Anthony Head) le informa a Buffy (Sarah Michelle Gellar) de que va a ir a Inglaterra para hablar con el Consejo de Vigilantes sobre Glory. Buffy, que no se fía de ellos, le pide que no les cuente nada sobre Dawn (Michelle Trachtenberg). Anya (Emma Caulfield) y Willow (Alyson Hannigan) discuten sobre cómo atender la tienda mientras Giles esté ausente.
En la tienda, Tara (Amber Benson) y Willow están trabajando en un hechizo para dar luz a Buffy cuando luche de noche, y Anya se enfada porque están usando los suministros de la tienda sin pagar. Willow y Anya se quejan la una de la otra pidiendo que Xander (Nicholas Brendon) les dé la razón. Este les dice que tienen que arreglar su situación, y él y Tara se van. Willow empieza a hacer el hechizo, pero Anya la interrumpe constantemente, hasta que lo estropean y aparece un enorme trol. Éste destroza la tienda y se va en busca de comida y bebida.
En el campus, Buffy y Tara salen de una clase. Hablan de Riley y parece que Buffy está bien, pero cuando Tara menciona lo ocurrido en la tienda de magia se echa a llorar, pensando que Anya y Xander también van a romper.
Anya y Willow buscan al trol por la ciudad en el coche de Giles. Tara y Buffy llegan a la tienda y hallan los destrozos. En el Bronze Xander se desahoga con Spike (James Marsters). Se siente frustrado porque Anya y Willow parece que le están obligando a elegir entre las dos. El trol irrumpe atraído por el olor a cerveza, pero también quiere comer bebés. Pelea con Spike y Xander. Las cuatro chicas llegan y se descubre que el trol fue novio de Anya cuando era humano, pero ella lo pilló engañándola y lo transformó en trol, por lo que D'Hoffryn le ofreció ser un demonio de la venganza. Años después, un grupo de brujas atraparon a Olaf (Abraham Benrubi), el trol, en el cristal que Willow usó sin saber nada.
Buffy no puede acabar con el trol, que se escapa después de destrozar el local. Willow y Anya van a la tienda de magia para buscar algún hechizo. Allí resulta que Willow tiene miedo de que Anya haga daño a Xander. Entonces el trol llega y las ataca, pero aparece Xander y el trol le dice que elija a una de las mujeres para que viva. Aparecen Tara y Buffy, y Olaf dice que Xander y Anya no tienen ninguna oportunidad como pareja. Entonces Buffy se lo toma como algo personal y lo deja inconsciente. Willow logra devolverlo al cristal.
En su casa Buffy le cuenta a Giles de lo que ha pasado. Joyce pregunta qué podría hacer el Consejo si enteran de lo de Dawn. Ésta las oye a escondidas.

## Reparto

### Personajes principales
- Sarah Michelle Gellar como Buffy Summers.
- Nicholas Brendon como Xander Harris.
- Alyson Hannigan como Willow Rosenberg.
- Emma Caulfield como Anya Jenkins.
- Michelle Trachtenberg como Dawn Summers.
- James Marsters como Spike.
- Anthony Stewart Head como Rupert Giles.

### Apariciones especiales
- Amber Benson como Tara Maclay.
- Kristine Sutherland como Joyce Summers.
- Abraham Benrubi como Olaf.

### Personajes secundarios
- Ranjani Brow como Monja joven.

## Producción